# Pão Duro
Pão Duro é uma Aldeia Portuguesa que se situa a Este da Freguesia de Vaqueiros, no Município de Alcoutim.
Este povoado do interior sul algarvio português encontra-se a 1,5 quilómetros do povoado próximo de Vaqueiros e apresenta-se dentro das coordenadas geográficas de Latitude 37° 23'20 Norte, Longitude 7° 45' 3 Oeste, freguesia portuguesa, esta do concelho de Alcoutim.
Esta localidade que se apresenta no ano de em 2012 com cerca de 50 habitantes, faz está inserida  nos Percursos Pedestres de Portugal, nomeadamente do Percurso Pedestre de Vaqueiros, que se estende por uma distância aproximada de 13 quilómetros, sendo que o seu traçado dá a possibilidade de visitar as povoações de Vaqueiros, Ferrarias, Pão Duro, bem como o Parque Mineiro da Cova dos Mouros. Este percurso ao chegar à aldeia, e segundo o mesmo: "segue-se uma descida até à Ribeira da Foupanilha, que terá de atravessar. Caminhando algumas centenas de metros alcançará a povoação de Pão Duro (Km 8,5). Caso esteja interessado em conhecer os deliciosos licores da Sra Maria Florinda e os doces regionais da Sra Maria Deonilde, pergunte na aldeia por estas senhoras. Para além dos licores, existe ainda a aguardente de medronho, produzida pela Cooperativa de Produtores de Medronho de Pão Duro".

## Locais de Interesse
- Centro Cultural do Pão Duro,
- Associação de Caça e Pesca do Pão Duro,
- Barragem do Pão Duro
- Centro de convívio de Pão Duro <ref>Câmara Municipal de Alcoutim